# Mera, Cluj

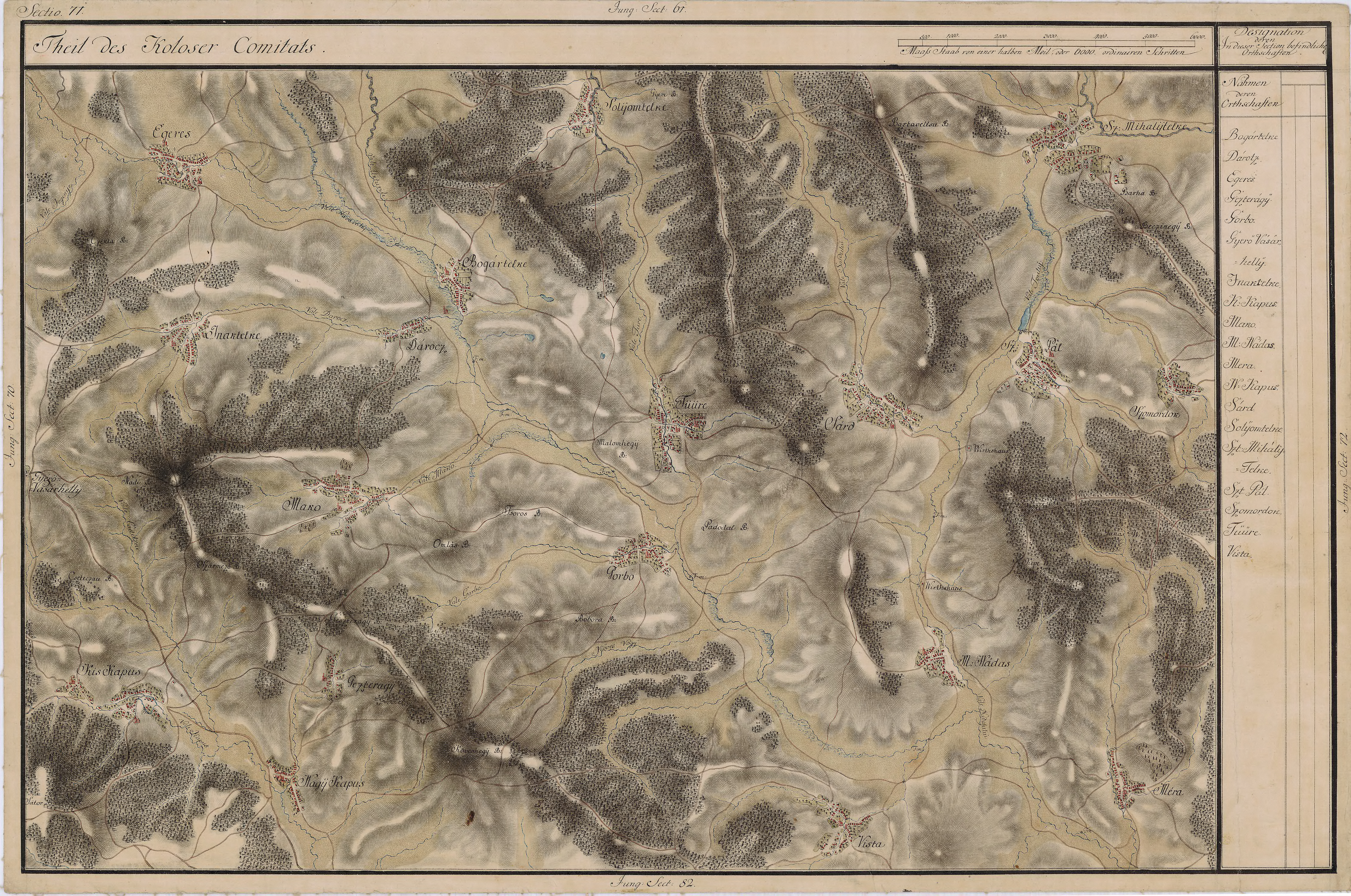
Mera pe Harta Iosefină a Transilvaniei, 1769-1773

Mera (în maghiară Méra) este un sat în comuna Baciu din județul Cluj, Transilvania, România.

## Date geografice
Altitudinea medie: 415 m.

## Obiective turistice
- Situl arheologic de la Mera
- Muzeul bivolului

## Galerie de imagini

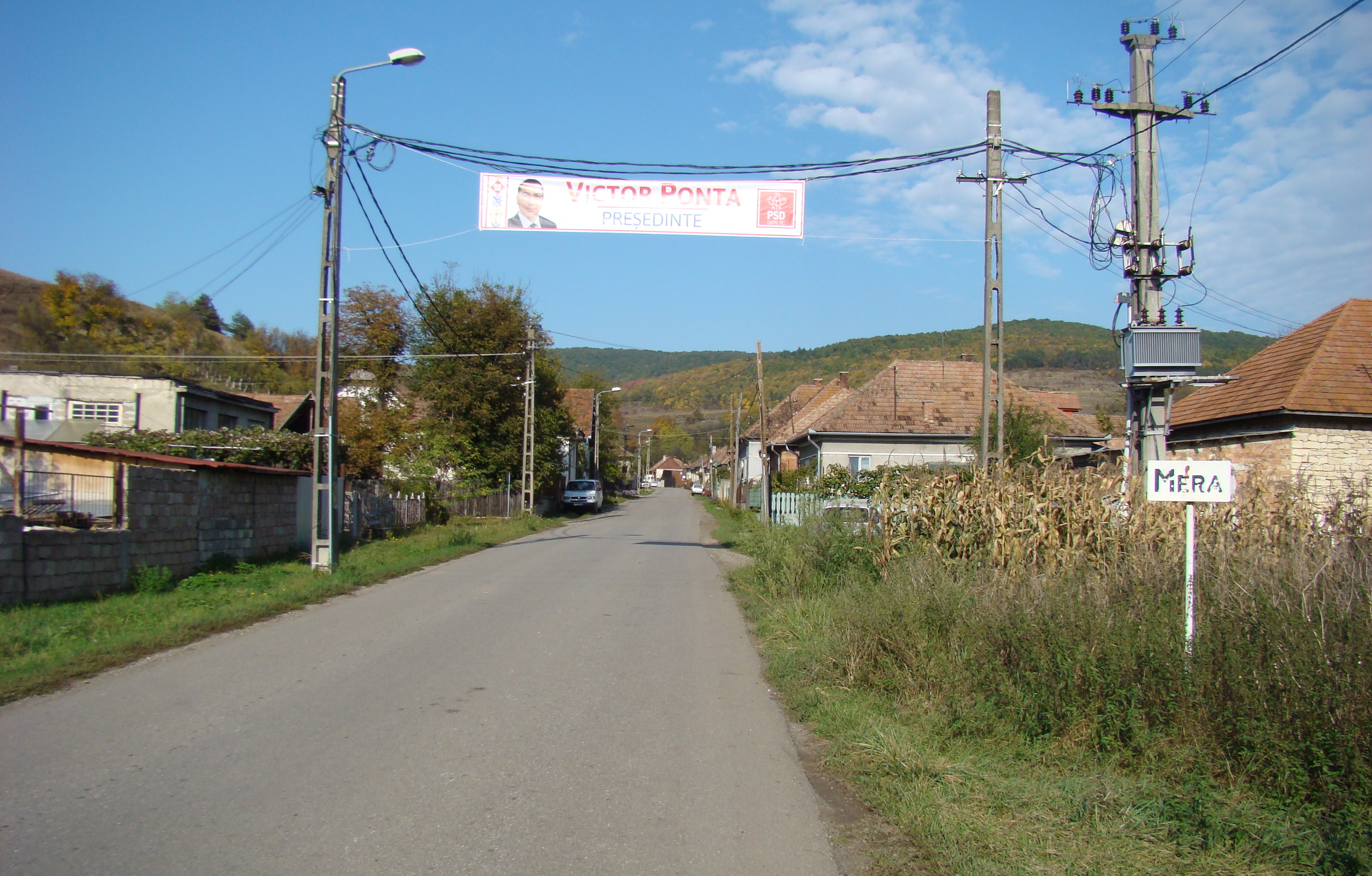
Intrarea în localitate
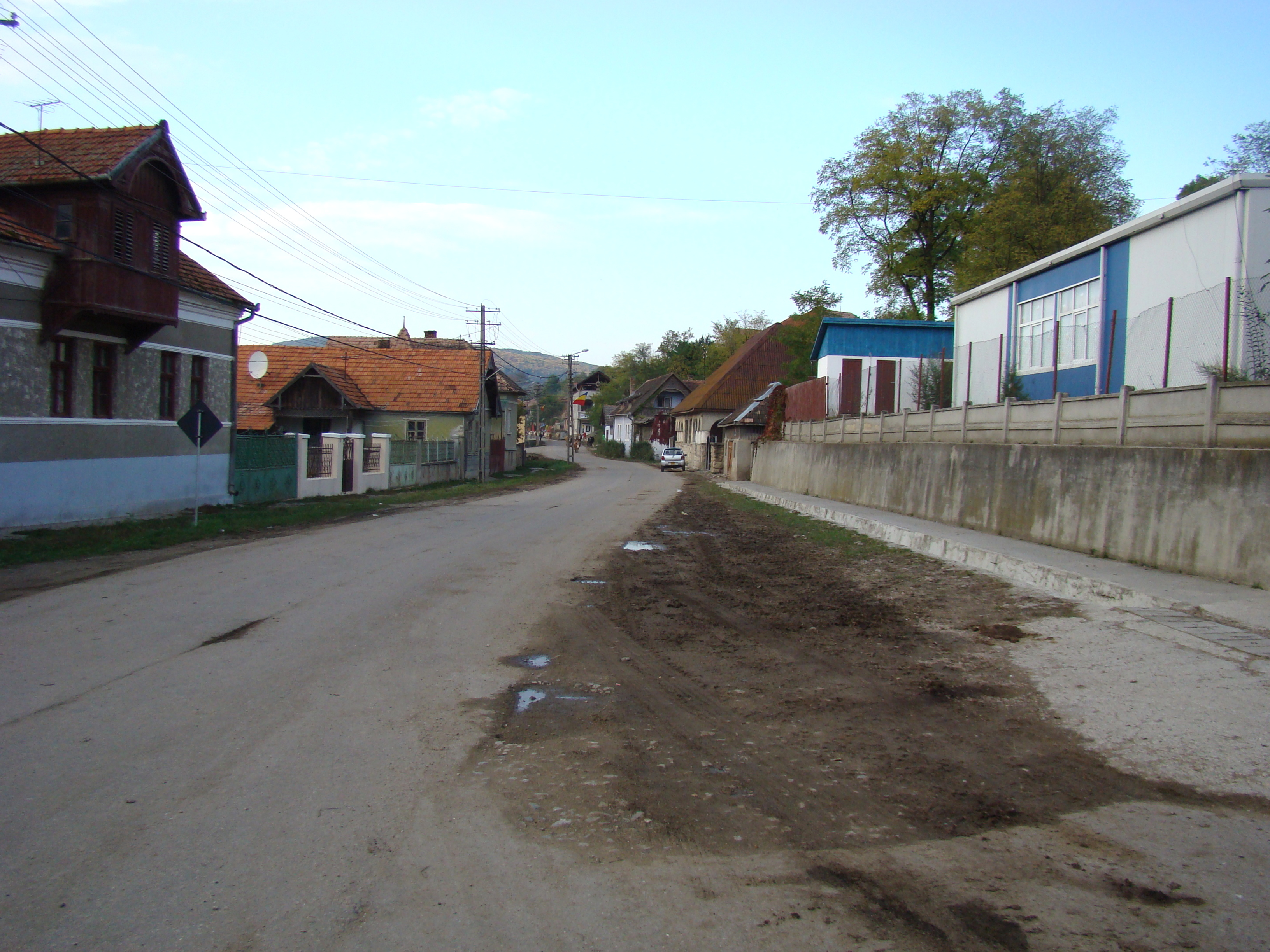
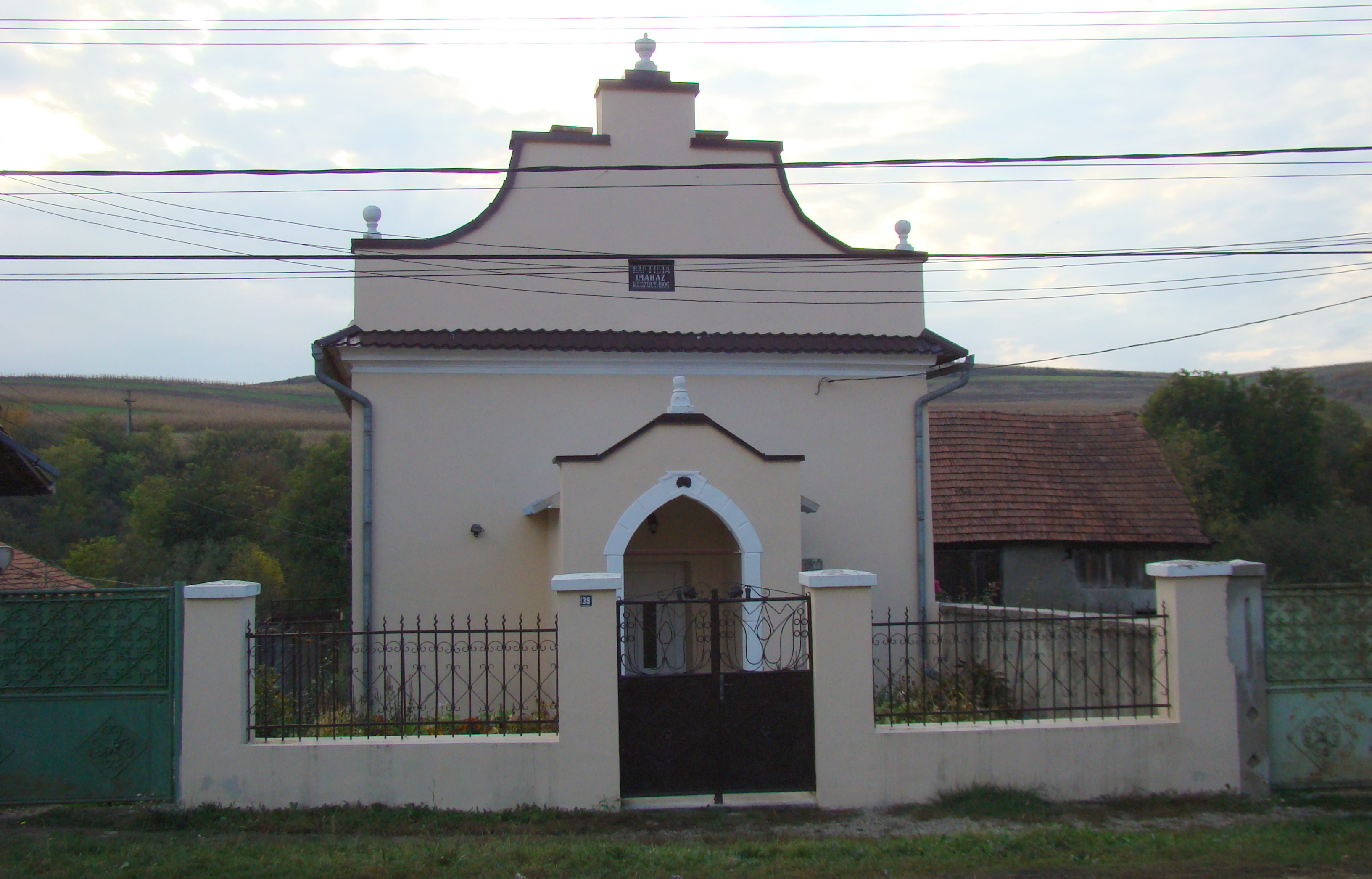
Biserica Adventistă
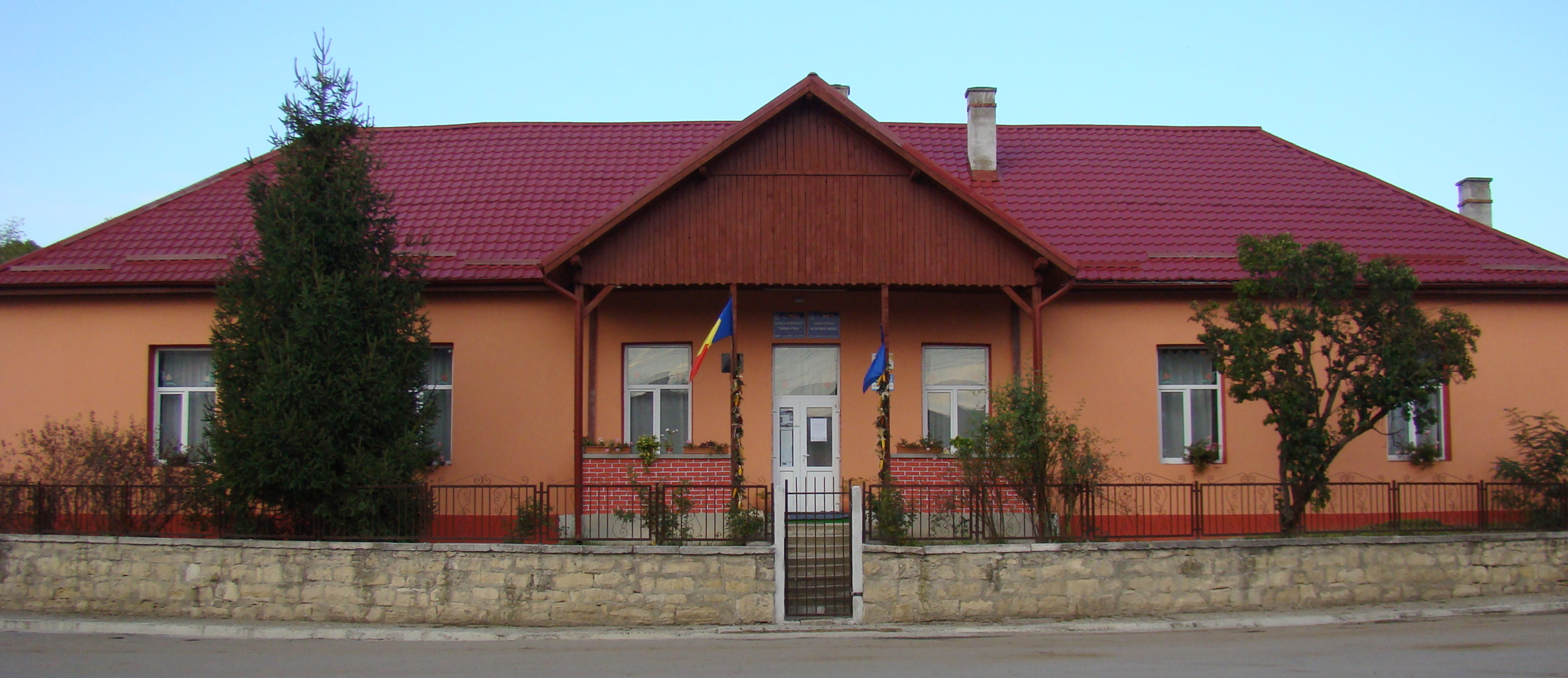
Școala
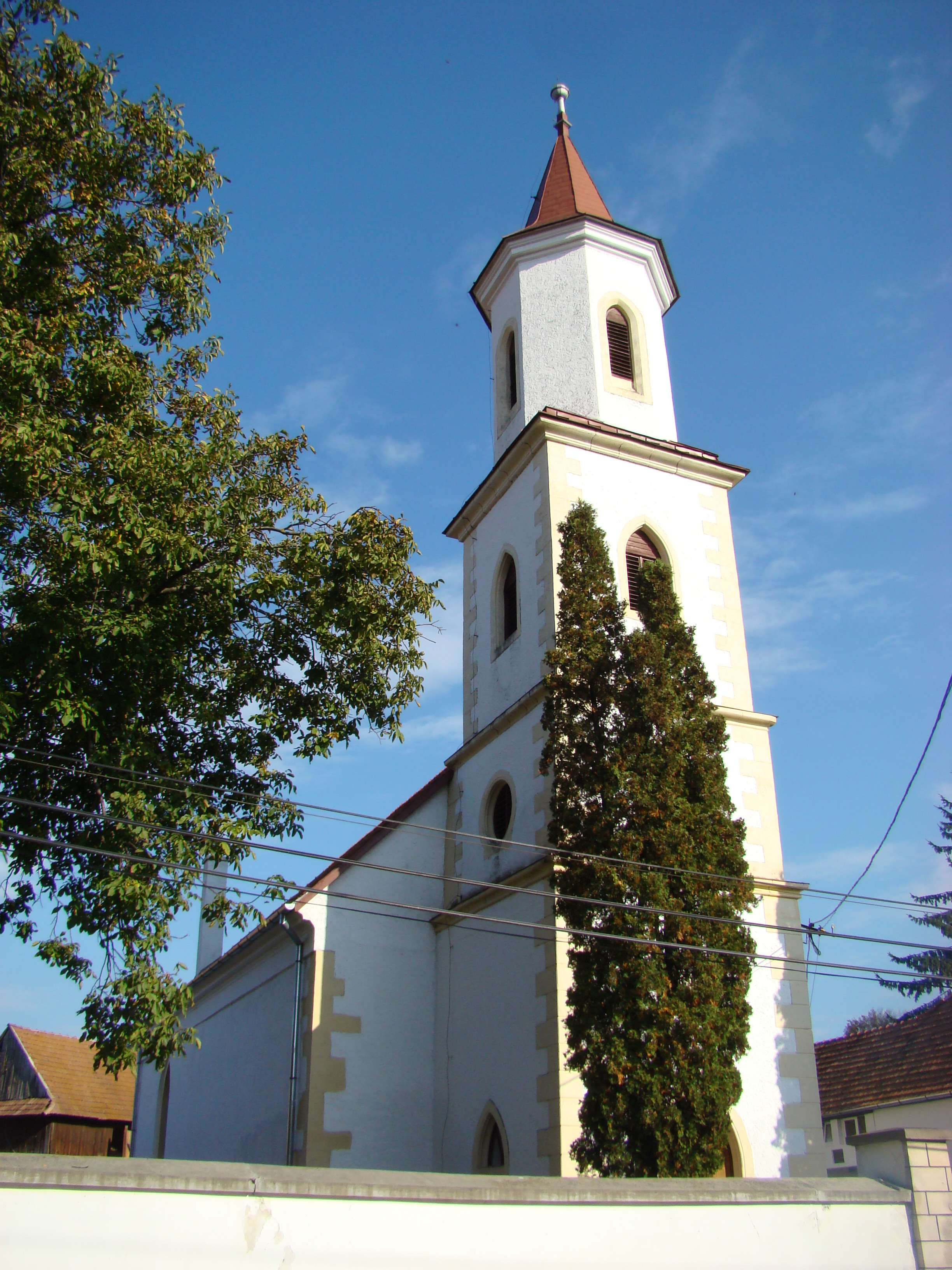
Biserica reformată (monument istoric)
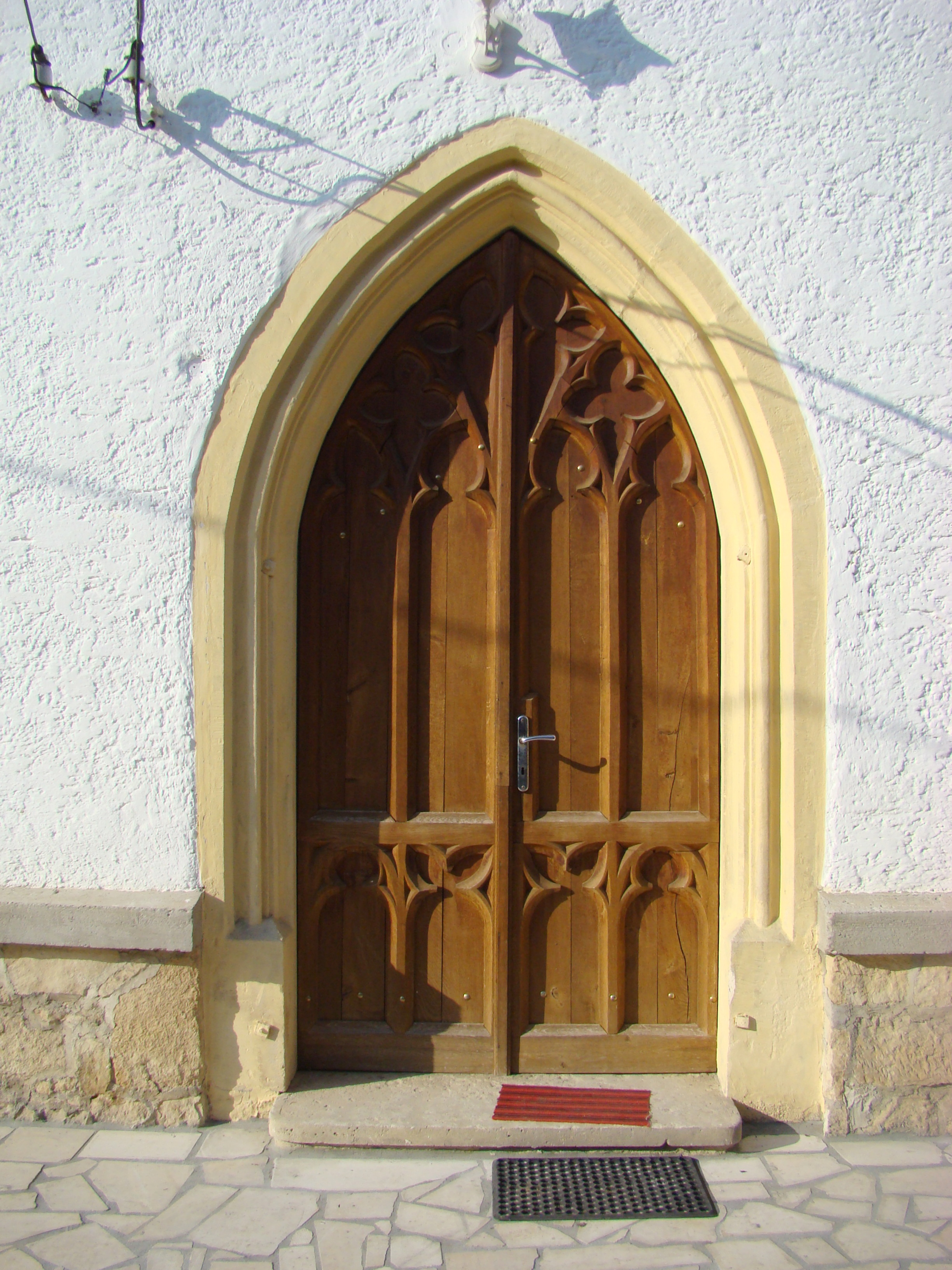
Biserica reformată (monument istoric)
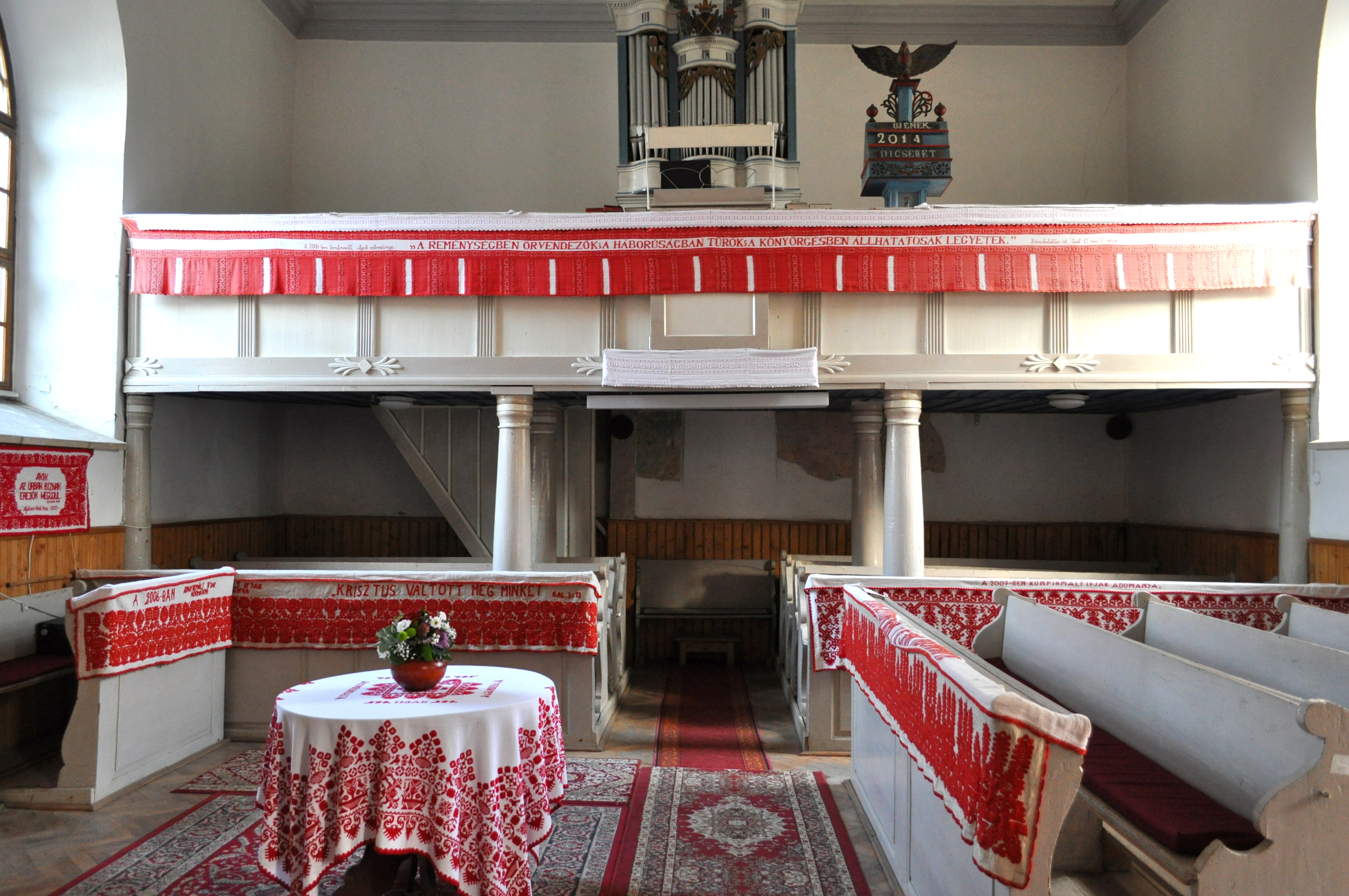
Biserica reformată (monument istoric)
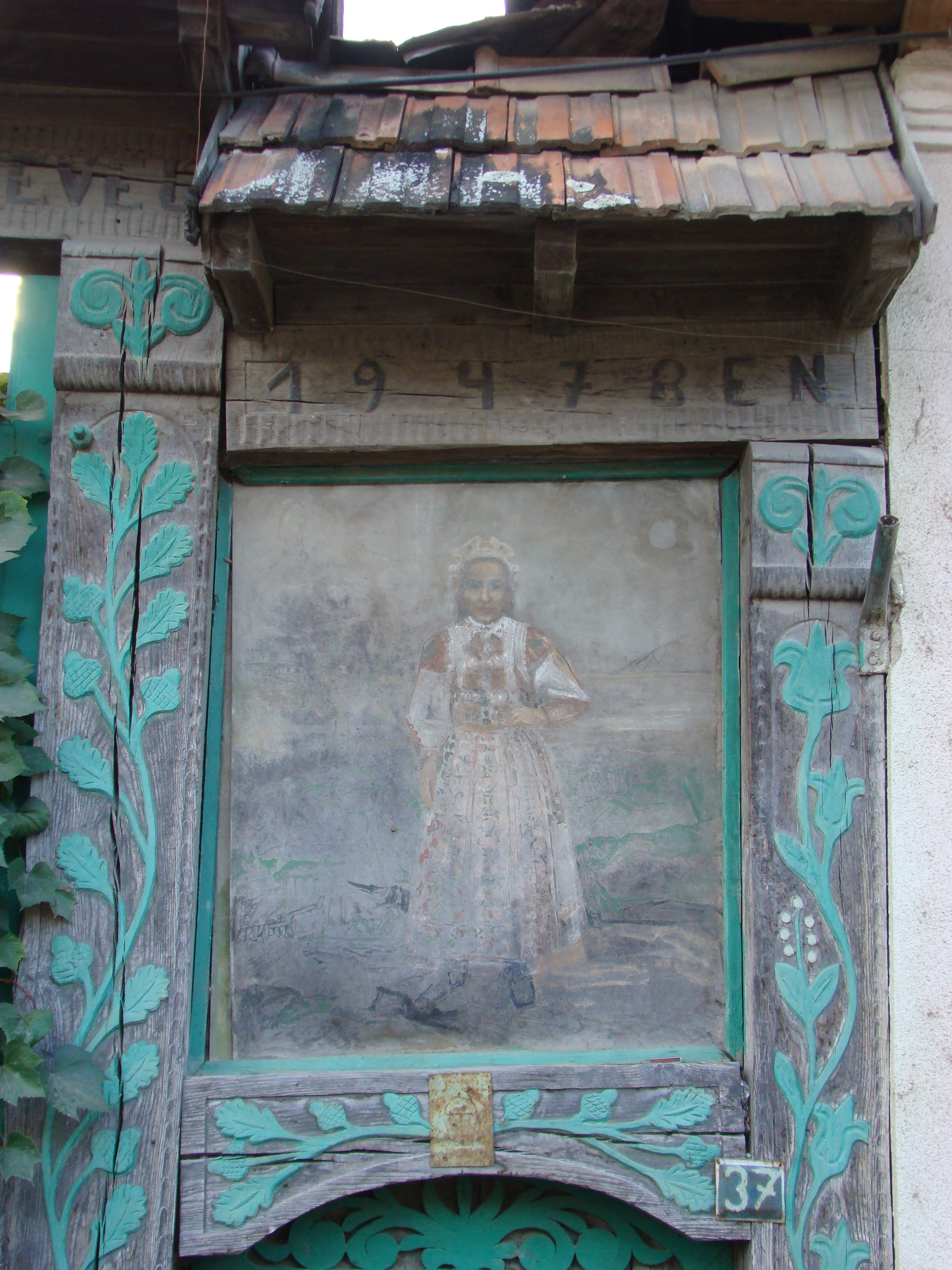
Poartă de lemn pictată
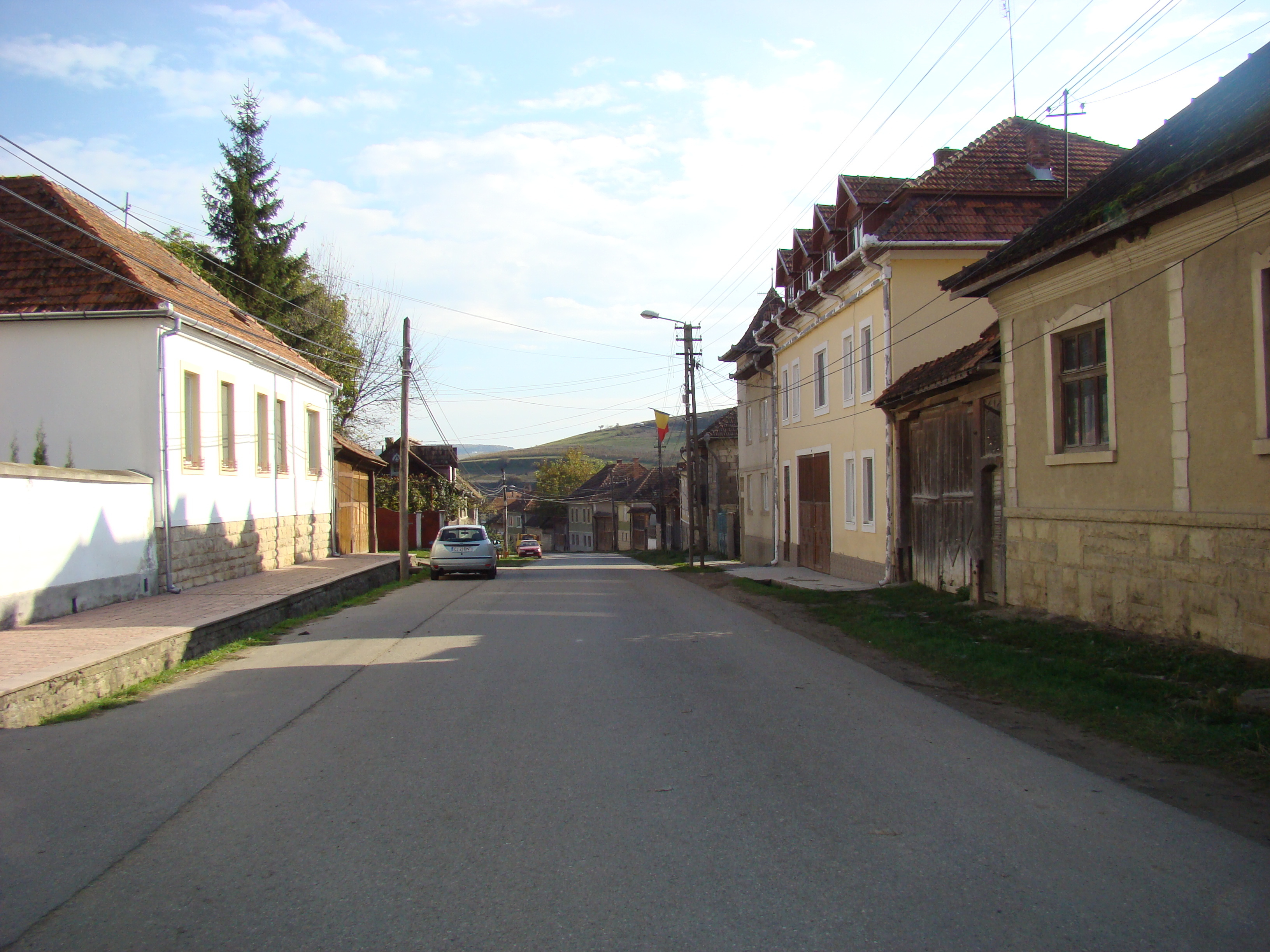
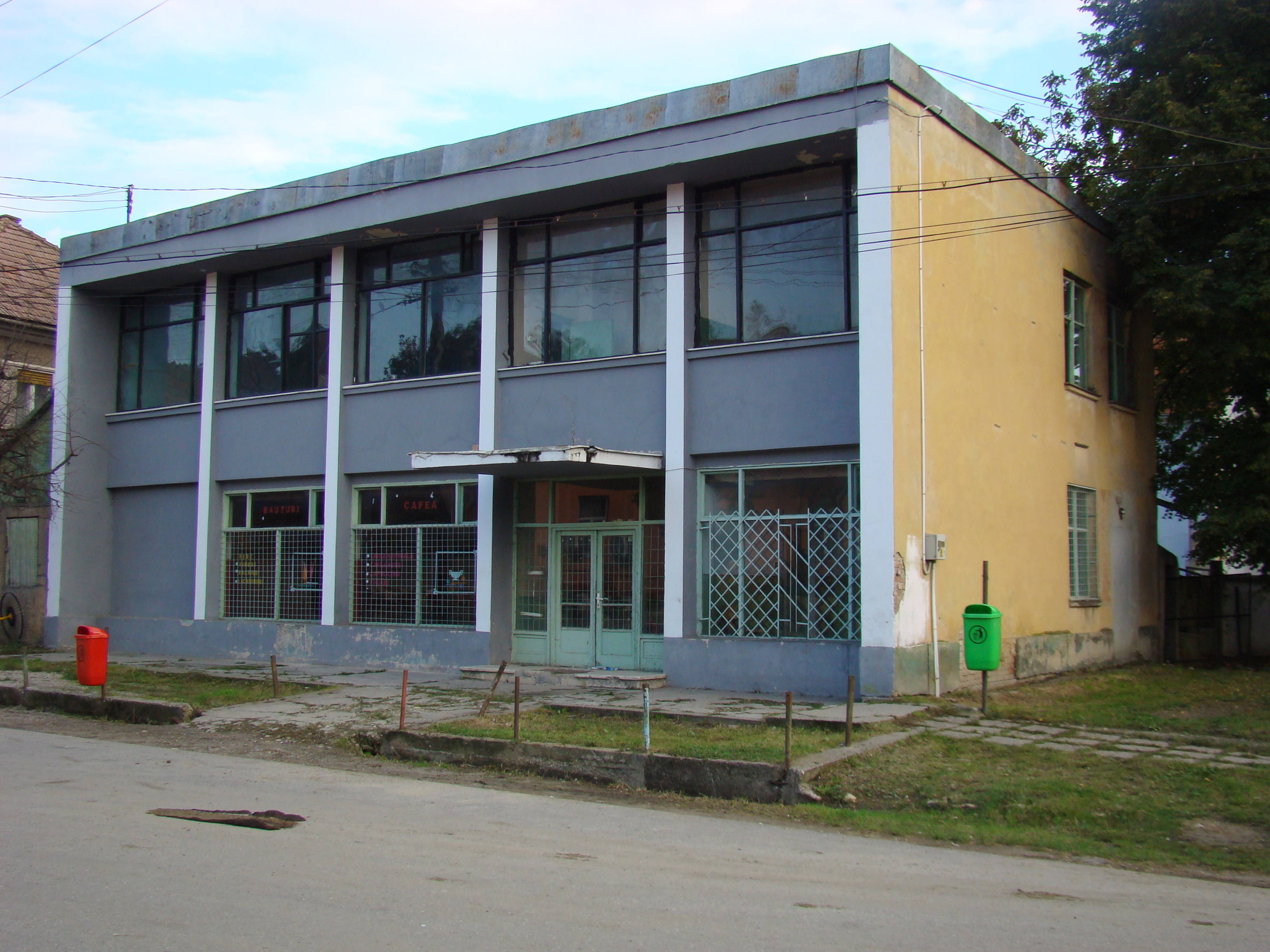
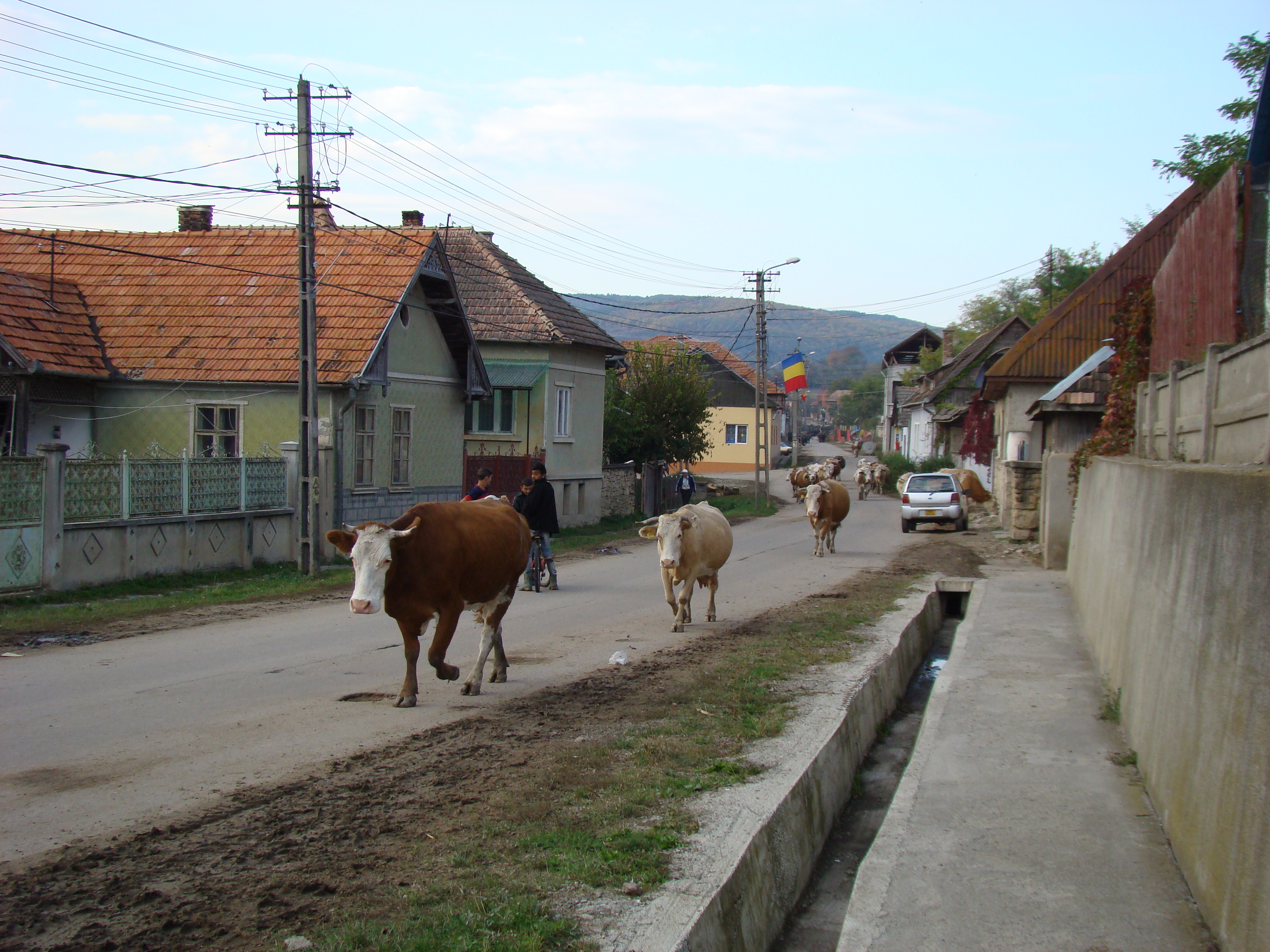
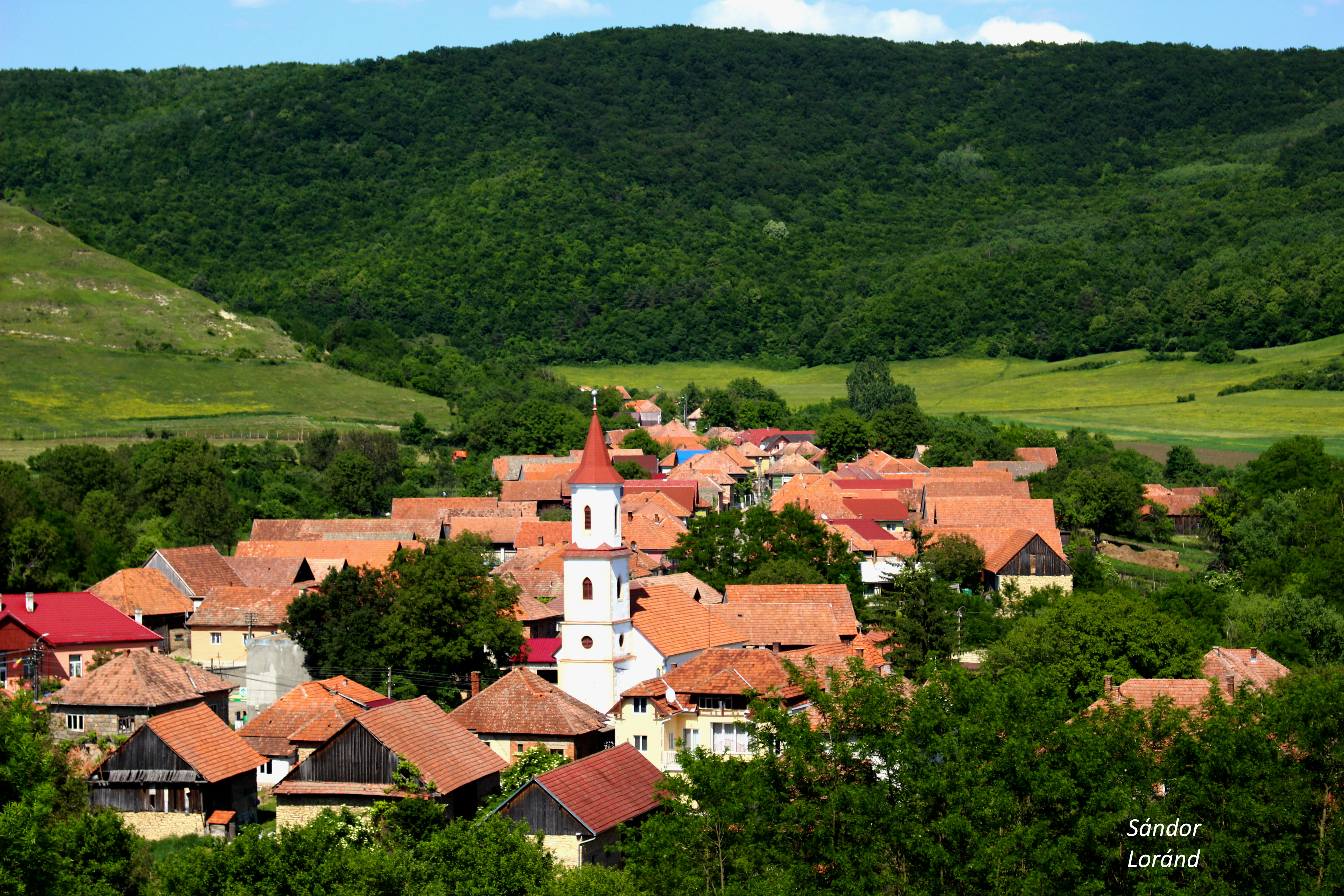